# 呂振中
呂振中（1898年4月13日—1988年3月10日）是一位牧師、神學教師和聖經翻譯家。以一人之力從原文翻譯了呂振中譯本。

## 簡歷
祖籍福建省南安縣水頭鎮樸里村。生於基督教家庭，曾祖父輩呂基哲先生已經是基督徒。他受英國長老會倫敦區會按立他爲牧師。爲了表彰呂振中的貢獻，香港大學於1973年授予他名譽神學博士學位。
1922年於香港大學畢業，獲文學士學位。之後，到北平燕京大學宗教學院讀神學。1925年畢業，獲神學士學位。回福建後，於閩南聖道專門學校（後來改名為閩南神學院）執教，並擔任副校長職務，他在閩南神學院執教共14年。
1940年2月，離開閩南神學院，帶領全家到北平，在燕京大學宗教學院開始翻譯聖經工作——把新約聖經由希臘文直接翻譯爲中文。除了翻譯聖經外，還在宗教學院教授希臘文課程。
1946年6月24日，《呂譯新約初稿》由燕京大學宗教學院出版。爲了翻譯聖經，1946年呂振中牧師遠赴美國紐約協和神學院繼續深造，獲授神學碩士學位。其後又往英國入劍橋西敏斯特學院，進修希臘文、希伯來文等譯經學問。1948年在倫敦，受英國長老會倫敦區會按立為牧師。
1949年3月，呂振中牧師在英國聖經公會的贊助下，來香港繼續他的譯經工作。1970年底呂譯《舊新約聖經》由原文翻譯成中文，歷時30年，終告完成。呂振中牧師以白話翻譯聖經，而非半白話、半文言。他在〈序〉中指出，他的譯文「以直譯為主」，注重原文和中文字詞的對應，「一詞一句，一字一點，皆須注意周到，不可輕率放過……雖然，亦不可以詞害意，須將信達雅兼籌並顧，庶免偏廢。」
呂振中牧師於1983年移居新加坡，安度晚年。1988年3月10日逝世，享年90歲。

## 外部連結
- 《呂譯舊新約聖經》的翻譯過程
- 呂振中譯本．翻譯方針 （页面存档备份，存于）
- （生命季刊）《呂譯舊新約聖經》的翻譯過程 （页面存档备份，存于）
- （生命季刊）《吕译新约初稿》译者自序 （页面存档备份，存于）
- 香港大學1973年榮譽博士頒授：官方英文讚詞（页面存档备份，存于）